# 约翰·那地巴姆·弗林克二世
约翰·那地巴姆·弗林克教授（Professor John Nerdelbaum Frink）是《辛普森一家》中的虚构角色。他在《Old Money》中首次出现，是一个不善于交际的人。弗林克经常靠发明一些机器来帮助春田镇的人解决问题，但最后往往适得其反。他说话时经常喊出几个无意义的词，成了他的语言特色。
弗林克一个神经质的、不善于社交的书呆子式的科学家。他总是带着厚厚的眼镜，穿着一件白色的实验室工作服和一条粉色的裤子。他是春田镇理工学院的教授，还经营着他自己的天文观测台。他的智商高达197（在他脑震荡前199）。
他是春田镇门萨国际组织的成员。弗林克对人十分礼貌友好。虽然他时常表现得有些疯狂，说话时常常发出“HOYVIN-GLAVIN”的声音，使用普通人不懂的概念，但内心却不坏。在《Last Tap Dance in Springfield》一集中，当莉萨因为跳不好踢踏舞而感到泄气时，他还试图安慰她。弗林克教授经常发明出一些神奇但没有用的东西，包括：汉堡包耳罩、嘲讽探测器和自动跳舞鞋等。
因为弗林克教授渊博的知识和古怪的发明能编出很有趣的情节，他经常出现在万圣节特辑中。在一集特辑中，弗林克教授还获得了诺贝尔奖。2014年，弗林克教授的名字在台灣配音版改為李眼摺博士。